# Mặt Trời mọc giả

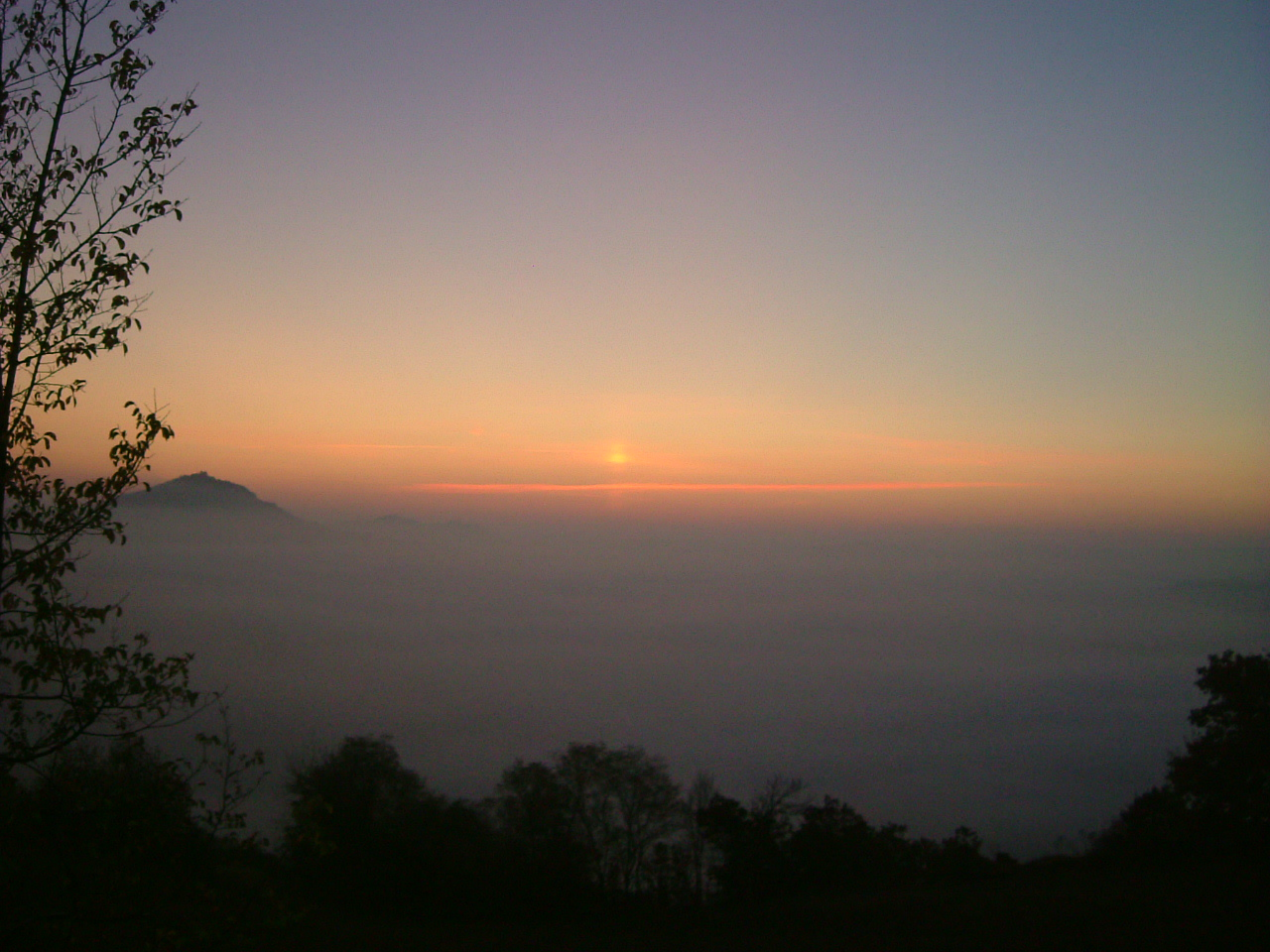
Mặt Trời giả xuất hiện tại dãy núi Monte delle Formiche.

Mặt Trời mọc giả (tiếng Anh: false sunrise) là bất kỳ hiện tượng quang học nào trong khí quyển mà Mặt Trời dường như đã mọc, nhưng thực tế vẫn còn phía dưới đường chân trời.
Các điều kiện khí quyển khác nhau chịu trách nhiệm cho hiệu ứng này, tất cả đều chuyển hướng ánh sáng mặt trời theo cách cho phép nó chiếu tới mắt người quan sát, từ đó tạo cảm tưởng rằng ánh sáng phát ra trực tiếp từ chính Mặt Trời. Sự lan truyền của ánh sáng đôi khi có thể khiến ta thấy giống như một Mặt Trời thật.

## Đặc điểm

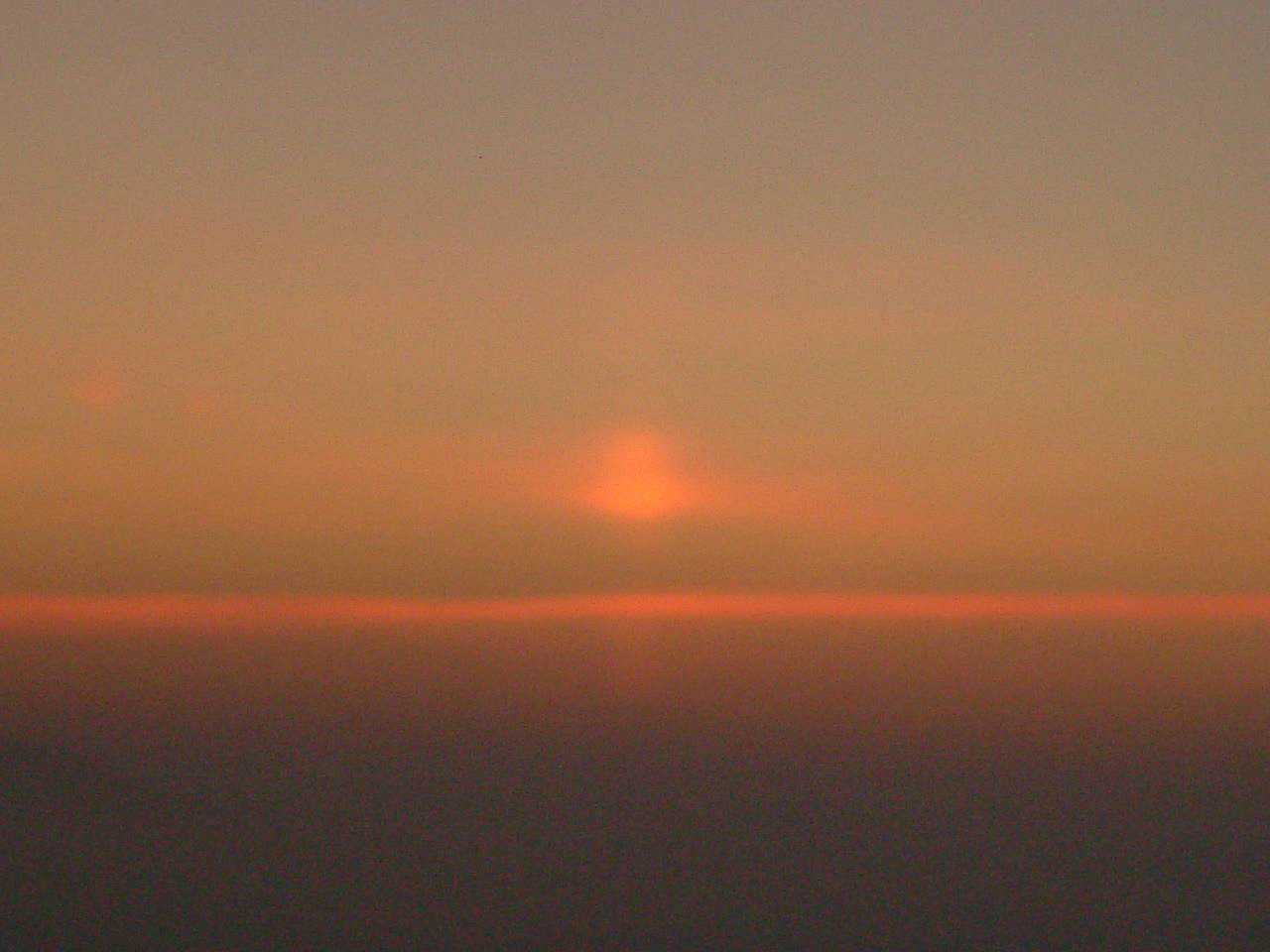
Cột sáng Mặt Trời được nhìn thấy khi Mặt Trời đang mọc vẫn còn ở phía dưới đường chân trời.

Một số hiện tượng khí quyển có thể được gọi là "Mặt trời mọc giả" là:
- Sự phản chiếu ánh sáng Mặt Trời trên của những đám mây.
- Một loại hào quang tinh thể băng, chẳng hạn một vòng cung tiếp tuyến hay phổ biến hơn là một cột ánh sáng phía trên Mặt Trời (tương tự như một Mặt Trời phụ nhưng kéo dài ra phía trên Mặt Trời thay vì ở phía dưới nó). Giống như tất cả các loại hào quang, những hiện tượng này được gây ra bởi sự phản xạ và/hoặc khúc xạ ánh sáng Mặt Trời bởi các tinh thể băng lơ lửng trong khí quyển, thường dưới dạng các đám mây ti hoặc mây ti tầng. Nhiệt độ trên mặt đất không liên quan đến sự xuất hiện của chúng, có nghĩa là các hào quang có thể được nhìn thấy trong suốt cả năm và ở tất cả các vùng khí hậu.
- Một loại ảo ảnh, cụ thể là hiệu ứng Novaya Zemlya. Chủ yếu xảy ra ở các vùng cực, hiện tượng này được đặt tên theo quan sát đầu tiên của nó về Novaya Zemlya trong chuyến thám hiểm vùng cực thứ ba do Willem Barentsz dẫn đầu vào năm 1596/97, khi Mặt trời được nhìn thấy phía trên đường chân trời ở trạng thái đầy đủ[1] hai tuần trước khi nó được dự đoán sẽ trở lại vào đêm cực. Bản thuật lại, được viết bởi sĩ quan Gerrit de Veer, đã gặp phải sự hoài nghi chung trong nhiều thế kỷ, và cho đến thời hiện đại, hiệu ứng đã được chứng minh là có thật.[2]

Không nên nhầm lẫn thuật ngữ "Mặt Trời mọc giả" với "Bình minh giả", đây là một thuật ngữ đôi khi được sử dụng để chỉ ánh sáng hoàng đạo.